# جون إل. هاينز جونيور
جون إل. هاينز جونيور (بالإنجليزية: John L. Hines, Jr.)‏ هو عسكري أمريكي، ولد في 8 مارس 1905 في وايت سولفور سبرينغز في الولايات المتحدة، وتوفي في 19 نوفمبر 1986 في واشنطن العاصمة في الولايات المتحدة.